# 231 Midi 3001 à 3016 et 3051 à 3054
Les 231 Midi 3001 à 3016 et 3051 à 3054 sont des locomotives compound de disposition d'essieux Pacific, construites en 1908 et 1910 pour la Compagnie du Midi.
Locomotives de vitesse destinées aux trains lourds et rapides sur les lignes à faible relief, elles sont similaires aux 231 PO 3501 à 3520 livrées par la SACM en 1909. Le Midi, comme le PO, fera le choix de la surchauffe pour ses commandes ultérieures, donnant naissance aux 231 Midi 3051 à 3054.

## Genèse
En 1908, le Midi dispose de locomotives à deux essieux moteurs aptes aux vitesses les plus élevées : les 221 Midi 1901 à 1916 et 1921 à 1934 de 1902-1907 et les 220 1701 à 1701 et 1751 à 1784 de 1894-1901. Pour les trains plus lourds, le Midi utilise les 230 Midi de la série 1300 dont soixante-dix exemplaires seront livrés entre 1900 et 1910. De disposition Ten Wheel (à bogie avant et trois essieux moteurs), elles ont un foyer étroit enserré entre les deux dernières roues motrices, ce qui limite leurs performances, en particulier lors des efforts prolongés. Elles ne représentent donc pas une solution à long terme pour faire face à l'accroissement du poids des trains rapides sur les lignes principales.
Le succès des 231 PO 4501 à 4570, premières Pacific européennes, mises en service par le PO, incite la compagnie du Midi à solliciter la SACM, leur constructeur, pour des locomotives similaires pourvues de roues motrices de plus grand diamètre. Ce choix s'explique par la volonté du Midi d'utiliser les nouvelles locomotives à des vitesses plus élevées que les 4500 du PO, affectées aux lignes à profil accidenté. Le PO fera d'ailleurs un choix identique pour les locomotives de la série 3500 qui s'illustreront sur la ligne de Paris à Bordeaux à partir de 1909.
Les 3001 à 3004 sont livrées en 1908 par la SACM et complétées en 1910 par les 3005 à 3016'. Comme le début de la série, elles sont à vapeur saturée, sans surchauffeur, alors que le PO fera le choix de la surchauffe pour les 3521 à 3590, mises en service à partir de 1909.
Seules quatre locomotives livrées au Midi en 1910, les 231 Midi 3051 à 3054, ont été pourvues d'un surchauffeur Schmidt à 24 gros tubes ; la 3051 figurant à l’exposition universelle de Bruxelles en 1910 aux côtés de la 4600 du PO.
L'arrivée des 3001 à 3016 permettent de reléguer les Atlantic aux trains moins lourds et d'améliorer les temps de parcours, d'où un gain de 50 min constaté sur la ligne de Bordeaux à Sète entre 1908 et 1914. Les 3001 à 3016 sont affectées cette ligne ainsi que celle de Narbonne à Port-Bou. On verra aussi les Pacific Midi en tête du Barcelone Express, qui poursuivait entre Paris et Toulouse au crochet de leurs sœurs, les Pacific série 3500.
Malgré une commande de quatre locomotives d'un type nouveau passées à la SACM en 1913, la Première Guerre mondiale reporte la mise en service de locomotives de vitesse à des jours meilleurs et c'est finalement en 1921 qu'arrivent les 231 Midi 3101 à 3120. Dotées de la surchauffe et d'autres perfectionnements, elles et se distinguent par leurs deux cylindres à simple expansion au lieu du compoundage et leur chaudière, proche des 3051-3054, au timbre réduit à 13 kg/cm2 et leur surface de surchauffe plus élevée,. Les nouvelles venues sont affectées à Toulouse, roulant vers Bordeaux et Sète ainsi que Port-Bou.
La ligne de Bordeaux Saint-Jean à Irun est électrifiée en 1926-1927. Les 2C2 3100 puis les 2D2 5000 y remplacent la traction à vapeur. En 1935 c'est au tour de la section Montauban - Toulouse - Sète de la ligne de Bordeaux-Saint-Jean à Sète-Ville d'être mise sous tension. La ligne de Toulouse à Bayonne, au relief plus ardu, avait déjà été en grande partie électrifiée entre 1913 et 1925, étant complétée en 1930. Les Pacific de la série 3001-3016 sont alors réparties entre les dépôts de Bordeaux et de Narbonne ; les premières circulant sur la section de Bordeaux à Montauban qui ne sera électrifiée qu'après la disparition de la traction à vapeur.
En 1934, le PO et le Midi fusionnent. La série est renumérotée 231-001 à 016 et 231-051 à 054.
L'électrification des lignes principales du Midi, qui concernera également le PO, réduit le terrain d'action de ces machines de vitesse d'autant que le PO-Midi commande de nouvelles locomotives électriques aptes aux grandes vitesses, d'autant plus que le Midi a électrifié en priorité ses lignes de montagne, où les locomotives Pacific à grandes roues sont de toute façon inadaptées. Elles sont regroupées au dépôt de Narbonne à la fin des années 1930. Alors que de nombreuses machines du PO et du PLM sont transformées pour employer un surchauffeur, celles du Midi restent à vapeur saturée et tiroirs plans.
La fusion des grandes compagnies pour donner naissance à la SNCF en 1938 entraîne la renumérotation des Pacific Midi donnant naissance aux 4-231B 001 à 016, 4-231C 051 à 054 et 4-231E 001 à 020 pour les machines de 1921.
Lors de la création de la région Méditerranée (indice 6), elles deviennent les 6-231B et C. Après-guerre, les quatre machines compound sont mutées à Nantes. Après la fin de leur carrière nantaise, elles reviennent à Narbonne pour être démolies.
L'arrivée de nombreuses 141R à Narbonne provoque la fin de la carrière des plus anciennes 231 Midi. La dernière représentante des 3001 à 3016 est radiée en 1957.

## Description
Ces locomotives disposaient d'un moteur compound à quatre cylindres développé par "De Glehn". Les cylindres haute pression (HP) sont à l’extérieur et ceux basse pression (BP) à l’intérieur, la distribution est du type "Walschaerts".
La chaudière des 3051 à 3054 comporte 145 petits tubes et 24 gros tubes (ceux du surchauffeur Schmidt). Toutes les Pacific Midi ont été équipées de la contre-vapeur afin de circuler dans les fortes descentes.